# Кулиев, Боран Габил оглы
Боран Габил оглы Кулиев (азерб. Boran Qabil oğlu Quliyev; род. 10 марта 1929, Агдамский уезд — ?) — советский азербайджанский чабан и овцевод, Герой Социалистического Труда (1971).

## Биография
Родился 10 марта 1929 года в селе Карадолак Агдамского уезда Азербайджанской ССР (ныне Агджабединский район Азербайджана) в семье чабана.
Окончил заочный отдел зоотехнического факультета Азербайджанского сельскохозяйственного института (1976).
Начал трудовую деятельность в 1943 году чабаном, с 1962 года старший чабан совхоза «Красный Самух» Ханларского района. В хозяйстве чабана ежегодно сохранялось 14000 овец.
В 1968 году бригада Кулиева начала упорно трудится для получения высокопродуктивных овец, и уже к 1970 году настриг 5,5 килограмм шерсти с каждой овцы, увеличив производительность овец на 1 килограмм. В этом же году Кулиев добился того, что овцематки дали редкий приплод — 120 ягнят на 100 маток. Средним результатом стало получение с каждой овцы до 6 килограмм качественной шерсти. План восьмой пятилетки бригада выполнила за 3 года. Секретами получения высокой продуктивности животноводства стали новые методы кормления и закалки овец: бригада внедрила в рацион животным качественный кукурузный силос с минеральными добавками, стала применять «холодный» метод, заключавшийся в переносе большинства пастбищ на Джейран-Чёльскую степь — результаты были положительными, овцы стали устойчивыми к перепадам температуры, февральским заморозкам, мартовским ураганам и стали легко переносить долгий путь к лугам гор Малого Кавказа. Немалую пользу оказала и организация очередного клеточного выпаса животных, когда овцы шли отарой, они вытаптывали травы намного больше, чем ели, а очередный выпас овец гарантировал меньшие потери травы для питания. Передовой овцевод республики Боран Кулиев предложил решение одной из проблем в выращивании овец — купании, оно играло большую роль в получении шерсти, так как при частом купании дается высокий прирост количества шерсти у животного; по предложению Кулиева, в районе были построены межколхозные фундаментальные ванны, затраты на них оказались маленькими, а пользу они принесли большую — благодаря постройке ванн были получены десятки килограмм шерсти сверх плана. Боран Кулиев делился своим опытом и с другими чабанами со всех уголков республики, среди его учеников были такие передовые овцеводы, как Сары Алиев, Асмет Алиева и Гусейн Амирасланов. Знатный овцевод вел и активную общественную жизнь на благо сотоварищам — по его предложению при кочевых пастбищах были открыты небольшие читальные юрты, в которых чабаны, при выпасе овец, могли ознакомиться с интересующей их литературой.
Указом Президиума Верховного Совета СССР от 8 апреля 1971 года за выдающиеся успехи, достигнутые в развитии сельскохозяйственного производства и выполнении пятилетнего плана продажи государству продуктов земледелия и животноводства, Кулиеву Борану Габил оглы присвоено звание Героя Социалистического Труда с вручением ордена Ленина и Золотой медали «Серп и Молот».
Активно участвовал в общественно-политической жизни Азербайджана. Член КПСС с 1961 года. Депутат Верховного Совета Азербайджанской ССР VII и VIII созывов.
Распоряжением Президента Азербайджанской Республики от 2 октября 2002 года, за большие заслуги в области науки и образования, культуры и искусства, экономики и государственного управления Азербайджана, Кулиеву Борану Габил оглы предоставлена персональная стипендия Президента Азербайджанской Республики.
Б. Г. Кулиеву посвящён документальный телефильм «Чобан Боран».

## Комментарии
1. ↑  По другим данным[1] — родился в Ганджинском уезде (ныне — в Гёйгёльском районе Азербайджана).